# Emisión por efecto de campo
La emisión por efecto de campo  es la emisión de electrones inducida por campos electromagnéticos externos. Se puede producir a partir de una superficie sólida o líquida, o directamente a nivel de un átomo en un medio gaseoso.
La teoría de la emisión de campo a partir de metales fue descrita por Fowler y Nordheim.

## Cálculo de la corriente
La corriente {\displaystyle j} de emisión de electrones se calcula utilizando la ecuación conocida como ecuación de Fowler-Nordheim:

{\displaystyle j(E)=K_{1}{{|E|^{2}} \over \phi }\cdot e^{-K_{2}\cdot \phi ^{3 \over 2}/|E|}}

siendo:
{\displaystyle E}, la intensidad del campo eléctrico
{\displaystyle K_{1}}, {\displaystyle K_{2}},  parámetros que dependen del material y la geometría del campo, y
{\displaystyle \phi }, Función de trabajo.